# Gunung Catur
Gunung Catur är ett berg i Indonesien.   Det ligger i provinsen Provinsi Bali, i den sydvästra delen av landet, 900 km öster om huvudstaden Jakarta. Toppen på Gunung Catur är 1 855 meter över havet, eller 77 meter över den omgivande terrängen. Bredden vid basen är 0,74 km. Gunung Catur ligger på ön Bali.
Terrängen runt Gunung Catur är huvudsakligen kuperad, men åt nordväst är den bergig.Runt Gunung Catur är det ganska tätbefolkat, med 149 invånare per kvadratkilometer. Närmaste större samhälle är Singaraja, 19,1 km nordväst om Gunung Catur. I omgivningarna runt Gunung Catur växer i huvudsak städsegrön lövskog.